# 게들링

게들링의 위치

게들링(영어: Gedling)은 잉글랜드 노팅엄셔주에 위치한 비도시 자치구로 중심 도시는 아널드이며 인구는 115,638명(2014년 기준), 면적은 120.0km2이다.